# Embalse de Serones
El embalse de Serones está ubicado al sureste de la provincia de Ávila, comunidad autónoma de Castilla y León, España, sobre el río Voltoya, muy cerca del límite con la provincia de Segovia.
Este embalse es usado para abastecimiento de agua potable de la ciudad de Ávila, gestionado por «Aqualia, Servicio Municipal de Aguas de Ávila». Sus aguas son conducidas por tubería subterránea hasta la ETAP (estación de tratamiento aguas potables) y distribuidas por la red de agua potable de Ávila. Después son recogidas en la EDAR de Ávila (estación de depuración de aguas residuales) y vertidas al río Adaja, por lo que no son devueltas al río Voltoya.
Desde el muro de la presa hasta el puente de la carretera AV-500 es coto de pesca de ciprínidos gestionado por la Junta de Castilla y León; aguas arriba de la carretera está vedado para la pesca.
En sus aguas habitan barbos (Barbus bocagei), bermejuelas (Achondrostoma arcasii), carpas (Cyprinus carpio), calandinos (Squalius alburnoides), bordallos (Squalius carolitertii), gobios (Gobio lozanoi) y pez gato (Ameiurus melas), especie invasora proveniente de sueltas no autorizadas, así como cangrejo señal (Pacifastacus leniusculus). En las orillas se pueden observar garcetas (Egretta garzetta), garza real (Ardea cinerea), zampullín chico (Tachybaptus ruficollis), ánade real (Anas platyrhynchos) y cormorán grande (Phalacrocorax carbo), así como cigüeña negra (Ciconia nigra) en los pasos migratorios. La nutria (Lutra lutra) es otro poblador de este embalse.